# 阿丹德
阿丹德（匈牙利語：Ádánd），是匈牙利绍莫吉州所辖的一个村。总面积29.52平方公里，总人口2285，人口密度77.4人/平方公里（2011年1月1日）。